# Nederlandsche Suikerraffinaderij
De NV Nederlandsche Suikerraffinaderij was een bedrijf in Amsterdam dat ruwe rietsuiker verwerkte tot geraffineerde suiker.
Het bedrijf is ontstaan door toedoen van C. de Bruyn die vanaf 1820 eigenaar was van een kleine suikerraffinaderij op de Lijnbaansgracht. In 1834 schafte hij een stoominstallatie aan, voor proceswarmte (om door ijzere stoombuizen de hitte door de geheele fabryk te leiden) en mechanische energie (eene machine van 6 paardenkrachten). In 1834 kocht hij twee aanpalende suikerraffinaderijen op.
Zijn drie zoons namen het bedrijf over en er werd uitgebreid, waartoe de resterende panden in het blok werden opgekocht en gesloopt. Het aantal stoomketels nam toe tot zeven in 1841. In dit jaar werd 25 kton ruwe rietsuiker verwerkt. De heren namen het er goed van want ze hebben prachtige stallen doen bouwen, een groot aantal Engelsche paarden, Engelsche rijknechts doen overkomen ... hetgeen bij velen geheime afgunst wekt. In 1843 werd tegenover de bestaande raffinaderij een nog grotere gebouwd, op Bolwerk osdorp. Deze fabriek ging in 1846 in productie. Dag en nacht werd gewerkt, en in de verlichting voorzag de Hollandsche Gaz-fabryk, die vanaf 1847 lichtgas ging leveren.
In hetzelfde jaar kwam de firma De Bruyn in financiële problemen. Ze ging verder als NV Nederlandsche Suikerraffinaderij, waarvan de gebroeders De Bruyn nog wel directeur bleven. In 1857 trokken ze zich echter hieruit terug en in 1858 richtten ze te Zevenbergen de Commanditaire Sociëteit voor Landbouw en Industrie onder firma De Bruyn op, die de eerste beetwortelsuikerfabriek van Nederland zou zijn.

## Externe bron
- H.W. Lintsen (red.). Techniek in Nederland: De wording van een moderne samenleving 1800-1890. Deel 1. 1992, ISBN 906011 808 1